# ルジャンドル予想
| n2と(n+1)2の間には常に少なくとも1つの素数が存在するか |

ルジャンドル予想（英: Legendre's conjecture）とは、任意の自然数 n について、n2 と (n + 1)2 の間には必ず素数が存在するという予想である。フランスの数学者アドリアン＝マリ・ルジャンドルにより提起された。2022年現在、未解決問題となっている。

## 概要
ルジャンドル予想は素数の間隔に関連した予想の一つである。もし予想が正しいとすれば、素数 p と次に大きい素数までの間隔は、高々 √p のオーダーになる。スウェーデンの数学者ハラルド・クラメールは、素数の間隔がより小さく (log p)2 のオーダーになると予想した。これが正しいとすれば、十分大きな n に関してルジャンドル予想が成り立つことになる。
素数定理より、n2 と (n + 1)2 の間に含まれる素数の個数（オンライン整数列大辞典の数列 A014085）は、{\displaystyle {\frac {n}{\ln n}}} に漸近する。これは n が大きくなるに従い増加するから、ルジャンドル予想に信憑性を与えている。

## 進展
1975年に陳景潤が、任意の自然数 n に対し n2 と (n + 1)2 の間には必ず素数か半素数が存在することを示した。
また予想と類似の結果として、イギリスの数学者アルバート・イングハムは、n が十分大きければ n3 と (n + 1)3 の間には必ず素数が存在することを示している。
他にも、十分大きな x について、区間 {\displaystyle [x,\,x+O(x^{\frac {21}{40}})]} は必ず素数を含むということが証明されている。ここで O(x) はランダウのO-記法である。
計算により、4 × 1018 までの自然数に対し予想の正しさが確かめられている。もし 4 × 1018 の付近に反例があるとすれば、通常の5000万倍近い大きさの素数ギャップが存在することになる。